# Часов Яр
Ча́сов Яр (укр. Ча́сів Яр) — город в Бахмутском районе Донецкой области Украины, административный центр Часовоярской городской общины. До 2020 года был городом районного значения.
К 2024 году был в основном разрушен обстрелами и боями. К лету 2025 года разрушен практически полностью.

## Географическое положение
Расположен в северной части Донецкой области на канале Северский Донец — Донбасс. Город находится на самой высокой точке в радиусе сотен километров: высота местности достигает 247 метров.

## Население
Количество на начало года.
| Год  | Количество жителей |
| ---- | ------------------ |
| 1923 | 789                |
| 1926 | 1064               |
| 1939 | 24 213             |
| 1959 | 23 330             |
| 1964 | 24 000             |
| 1970 | 23 848             |
| 1979 | 21 825             |
| 1989 | 19 804             |
| 1992 | 19 700             |
| 1994 | 20 000             |
| 1998 | 18 100             |
| 2002 | 16 612             |
| 2003 | 16 272             |
| 2004 | 15 848             |
| 2005 | 15 566             |
| 2006 | 15 367             |
| 2007 | 15 125             |
| 2008 | 14 917             |
| 2009 | 14 731             |
| 2010 | 14 541             |
| 2011 | 14 360             |
| 2012 | 14 225             |
| 2013 | 13 999             |
| 2015 | 13 721             |
| 2014 | 13 817             |
| 2022 | 12 250             |

По переписи 2001 года украинцы составляли 73,13 % населения города, русские — 24,47 %.

### Языковой состав
Родной язык населения по данным переписи 2001 года:
| Язык       | Численность, чел. | Доля     |
| ---------- | ----------------- | -------- |
| Украинский | 8 784             | 52,39 %  |
| Русский    | 7 817             | 46,62 %  |
| Другое     | 166               | 0,99 %   |
| Итого      | 16 767            | 100,00 % |

## История
Поселение возникло в конце XIX века в связи с разработкой месторождения огнеупорных глин.
Огнеупорные заводы и станция Часов Яр с 1876 года снабжали огнеупорным кирпичом металлургические заводы Новороссийского общества, основанного Джоном Юзом. На рубеже XIX—XX вв. здесь работало 11-13 огнеупорных заводов и до 20 рудников по добыче огнеупорных глин и формовочных песков. Потребителями были металлургические заводы Ростова, Царицына, Петрограда и др. Уже к 1900 году станция Часов Яр получает и отправляет ежегодно 4,5 млн пудов различных грузов, преимущественно огнеупорных изделий и глин.
В декабре 1917 года в городе была установлена советская власть.
В 1938 году посёлок городского типа Часов Яр стал городом.
В ходе Великой Отечественной войны в связи с приближением к городу линии фронта в октябре 1941 года оборудование предприятий было эвакуировано. 21 октября 1941 года город был оккупирован немецкими войсками, но за время оккупации гитлеровцам так и не удалось наладить здесь выпуск огнеупоров. 5 сентября 1943 года в ходе Донбасской операции город был освобождён частями 279-й стрелковой дивизии 32-го стрелкового корпуса РККА.
В дальнейшем началось восстановление города. В 1957 году здесь действовали крупнейшее в СССР предприятие по разработке огнеупорных глин, завод огнеупорных изделий им. Серго Орджоникидзе, четыре средние школы, две семилетние школы, школа ФЗО, два дворца культуры, 14 библиотек, четыре клуба и два стадиона.
В 1957 году началось строительство завода «Гидрожелезобетон», необходимого для сооружения канала Северский Донец — Донбасс. В 1959 году произошло объединение завода огнеупорных изделий с Часовоярским рудоуправлением в одно предприятие — Часовоярский огнеупорный комбинат. Позднее здесь был открыт краеведческий музей.
В 1985 году здесь действовали огнеупорный комбинат, завод «Гидрожелезобетон», опытно-экспериментальный завод, хлебный завод, ПТУ, пять общеобразовательных школ, больница, профилакторий, Дворец культуры, восемь библиотек и пять клубов.
В январе 1989 года численность населения составляла 19 804 человека, основой экономики являлись добыча огнеупорных глин и производство огнеупорных изделий.
В мае 1995 года Кабинет министров Украины утвердил решение о приватизации находившихся в городе Часовоярского комбината огнеупорных материалов и строительно-монтажного управления № 5.
После начала боевых действий в Донбассе в город был перемещён 65-й военный мобильный госпиталь вооружённых сил Украины.
В ноябре 2018 года прекративший производственную деятельность завод «Гидрожелезобетон» был разобран на металлолом.

### Вторжение России на Украину (с 2022)
9 июля 2022 года город обстреляла российская армия, уничтожив вокзал и частично разрушив два 5-этажных жилых дома. Погибли 48 человек.

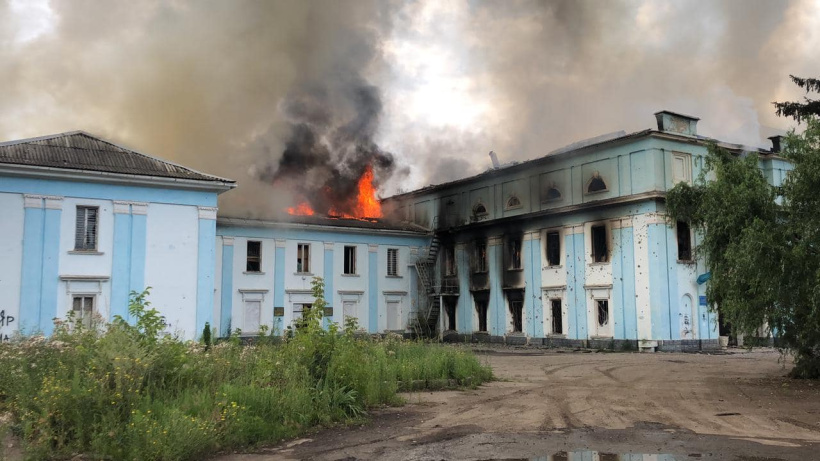
Дворец культуры после обстрела (2023)

23 июля 2023 года от российского обстрела сгорел городской дворец культуры.

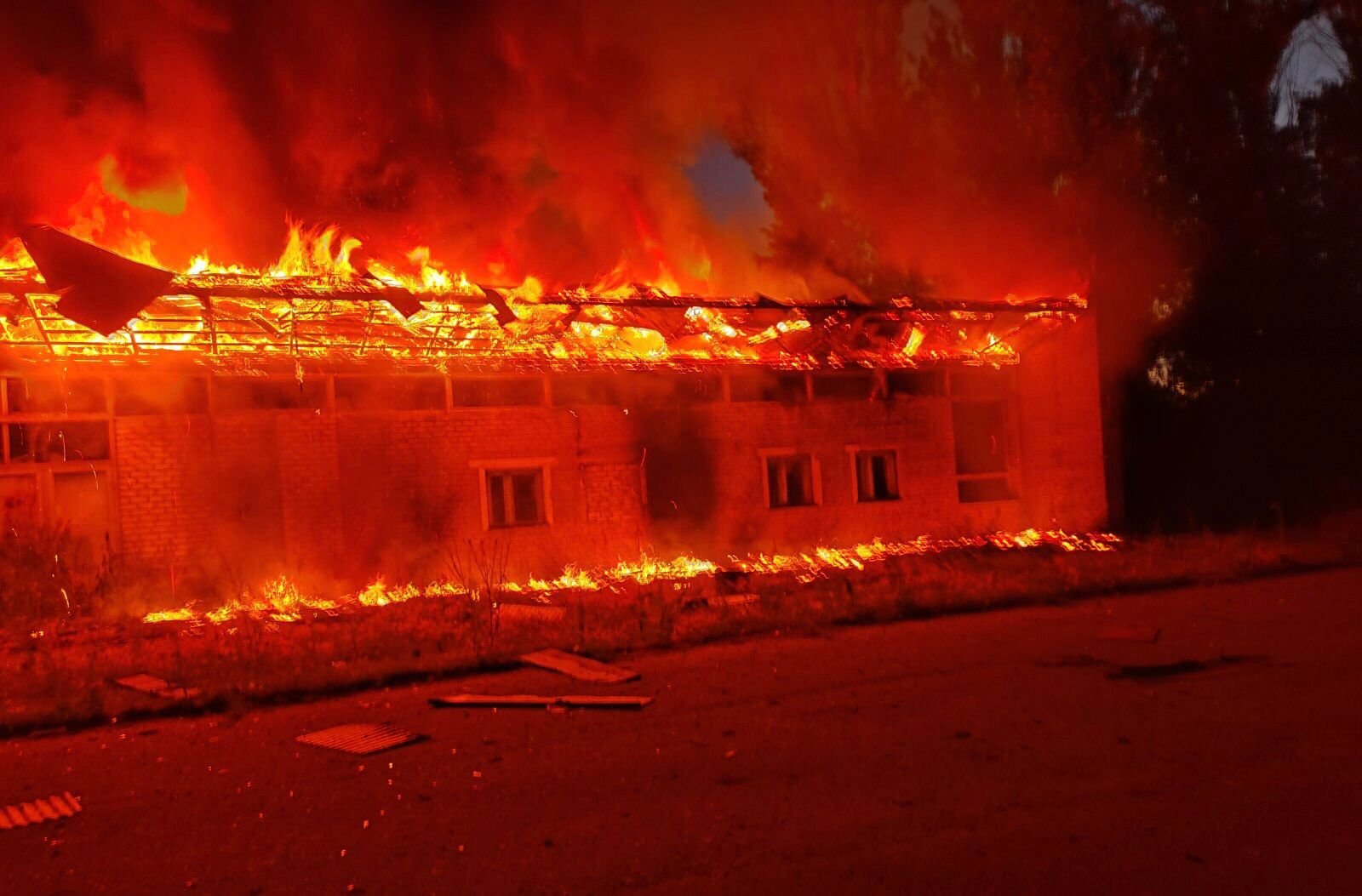
ЖД станция после обстрела (2022)

Из довоенного населения более 10 тысяч человек к лету 2023 года в городе остались около 2 тысяч, а к сентябрю — около 900.
4 апреля 2024 года начались бои за Часов Яр. К маю город был разрушен российскими обстрелами, целых зданий почти не осталось.

## Экономика
Добыча огнеупорных глин; производство огнеупорных изделий.
- Часовоярский ремонтный завод — производство автобусов малого и среднего класса, а также ремонт автотранспортных средств[35].
- Часовоярский огнеупорный комбинат — добыча огнеупорных глин началась с момента основания поселения в 1880-е годы. В 1887 году здесь начал работу первый завод по производству огнеупоров[36].

## Транспорт
Железнодорожная станция Донецкой железной дороги.

## Городские праздники
- День металлурга (17 июля). Градообразующим предприятием города был Часовоярский огнеупорный комбинат, обеспечивавший своей продукцией металлургические предприятия Украины. Именно поэтому День металлурга фактически является неофициальным Днем города Часов Яр. Празднование проводилось на центральном стадионе (концертная программа и фейерверк). В 2013 году из-за тяжёлого положения на комбинате на День города никаких празднований на стадионе не проводились.

## Достопримечательности
- Дворец культуры ОАО «Часов-ярский огнеупорный комбинат» (Центральная ул.).
- Храм святых мучеников Бориса и Глеба Горловской епархии Украинской Православной Церкви (Борисоглебская ул.).
- Клуб цеха № 2 ОАО «Часов-ярский огнеупорный комбинат» (ул. Циолковского).
- Клуб цеха № 4 ОАО «Часов-ярский огнеупорный комбинат» (Трудовая ул.).

## Социальная сфера
Был центр детского и юношеского творчества, при котором функционировала библиотека для детей, школа эстетического воспитания, дворец культуры, промышленный и историко-краеведческий музей. 2 из 5 школы (3000 учеников, 220 педагогов), 5 детсадов, больница (35 врачей, 380 медработников), ПТУ.
В городе была библиотека-филиал № 1 Бахмутской ЦБС, фонды которой насчитывали более 50 тысяч изданий. Особое место занимал клуб любителей книги «КЛИЧ», благодаря ему появилось 8500 экземпляров новых книг: художественная и отделовская литература. С сентября 2010 г. библиотека была подключена к сети Интернет. В компьютерной зоне библиотеки любой читатель бесплатно мог пользоваться ресурсами всемирной сети.
Также в Часовом Яру работала библиотека профсоюзного комитета ПАО ЧОК. По состоянию на 2013 год была закрыта. Библиотекарь была переведена в школу № 15.
С 2014 года лагерь «Часовоярец» (бывший «Мир») перестал принимать на лето детей впервые за много лет.

## Известные уроженцы
- Брагина, Людмила Лазаревна (род. 1938) — советский материаловед[37]
- Кобзон, Иосиф Давыдович (1937—2018) — советский и российский эстрадный певец, политический и общественный деятель.
- Ландик, Владимир Иванович (род. 1949) — украинский политик.